# Anton Rainalter
Anton Ignaz Rainalter (auch Reinalter; * 14. August 1788 in Bozen; † 7. Jänner 1851 ebenda) war ein österreichischer Bildhauer.

## Leben
Der Sohn des Bildhauers Andreas Rainalter machte zunächst eine Lehre in der Werkstatt des Vaters. Anschließend besuchte er die Königliche Akademie der Bildenden Künste in München bei Franz Schwanthaler d. Ä. und die k.k. Akademie der bildenden Künste in Wien bei Joseph Klieber und Joseph Kähsmann. Aus finanziellen Gründen brach er das Studium nach drei Jahren ab und kehrte nach Bozen zurück, wo er sich bald zum führenden Bildhauer der Stadt entwickelte. Insbesondere die Errichtung des neuen Bozner Stadtfriedhofs im Jahr 1827 verschaffte ihm zahlreiche Aufträge. 53 Grabdenkmäler unter den Arkaden des Friedhofs sollen aus seiner Werkstatt stammen. Daneben schuf er weitere, meist religiöse, Skulpturen und Grabdenkmäler für andere Orte Tirols.
Anton Rainalter war mit Maria Untereichner verheiratet. Der gemeinsame Sohn Franz wurde ebenfalls Bildhauer und übernahm 1846 die väterliche Werkstatt. Nach seinem Tod am 7. Jänner 1851 wurde Anton Rainalter am Bozner Stadtfriedhof beigesetzt. Auf Initiative des Bozner Wochenblattes wurden Spenden für ein Denkmal gesammelt, das von seinem Sohn verwirklicht wurde.

## Werke

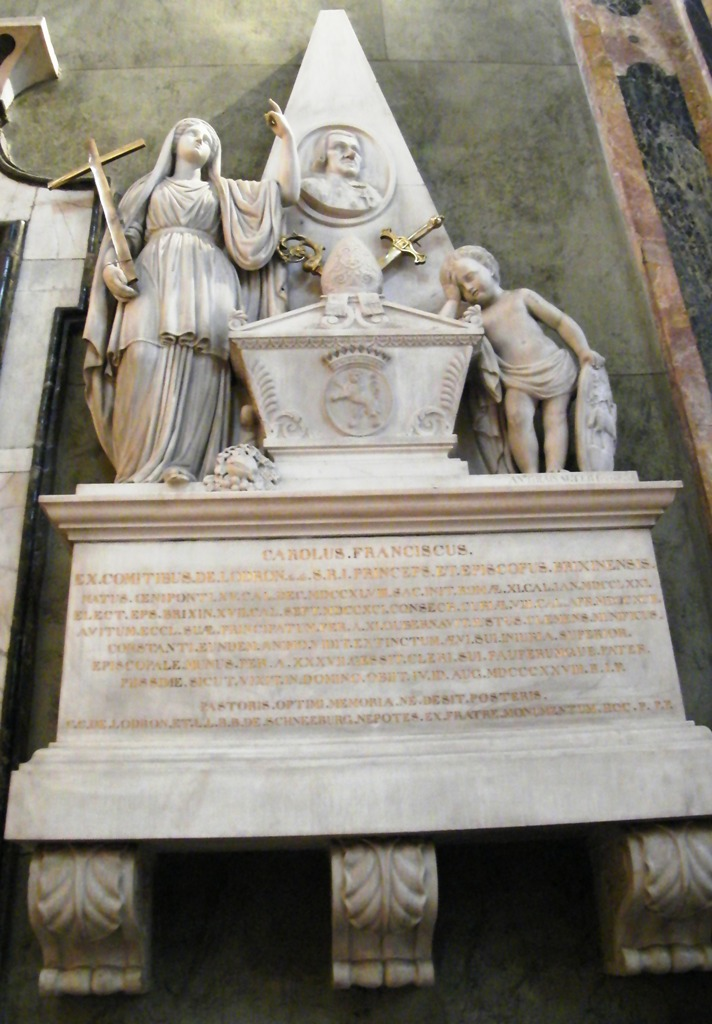
Grabdenkmal für Karl Franz von Lodron im Brixner Dom

- Grabdenkmäler, u. a. für die Familien Giovanelli, Streiter, Kinsele, Kößler und Toggenburg, städtischer Friedhof Bozen (teilweise nach der Schließung des Friedhofs auf den Friedhof Oberau oder den Friedhof Gries übertragen[2])
- Grabdenkmal für Anton und Maria Dipauli, Pfarrkirche Aldein, 1829
- Skulpturen der Passionsstationen zur Heilig-Kreuz-Kirche, Eppan, 1836
- Grabstein für Gräfin Tannenberg, Pfarrkirche Achenkirch, 1836[3]
- Büste Kaiser Franz I. und Adler mit Gewehr in den Fängen, Schießstand Bozen (heute verschollen)
- Skulptur eines liegenden Ochsen, Schlachthof Bozen (heute in Privatbesitz)
- Grabdenkmal für Fürstbischof Karl Franz von Lodron, Brixner Dom
- Relief Guter Hirte, Stiftskirche Innichen